# 鲸吞亿万
《鲸吞亿万》（英語：Billion Dollar Whale: The Man Who Fooled Wall Street, Hollywood, and the World），全名为《鲸吞亿万：一个大马年轻人，行骗华尔街与好莱坞的真实故事》，是由《华尔街日报》记者汤姆莱特与布拉利霍普合著的一本书，讲述马来西亚著名富商刘特佐、前首相纳吉·阿都拉萨等人所涉的一个马来西亚发展有限公司丑闻（1MDB）诸多内幕。该书于2018年9月18日出版后随即在马来西亚掀起抢购热潮。
2019年2月，微软创办人比尔·盖茨在美国有线电视新闻网（CNN）的节目上被要求推荐书籍时选择了《鲸吞亿万》。

## 背景
2015年6月，《华尔街日报》首次揭露一个马来西亚发展有限公司丑闻（1MDB），点名时任马来西亚首相纳吉·阿都拉萨和刘特佐涉案。报道揭露一马公司通过向云顶集团收购发电厂，再转手输送到一个基金会，以充作纳吉在2013年马来西亚大选的竞选资金。
较后的7月初，《华尔街日报》更踢爆“26亿门”，即在2013年大选前夕，纳吉在Ambank银行的个人账户流入了约7亿美元（当时汇率折合26亿令吉）的资金，而这些钱部分来自阿布扎比国家基金子公司——阿尔巴投资公司，以及马来西亚财政部子公司SRC国际公司。
而上述的部分资金，乃从刘特佐在世界各地的所控制的银行账户，迂回地汇入到纳吉账户。不过，刘特佐之前否认指控，同时声称有人试图对他发动政治攻击。
2016年4月，《华尔街日报》以堪称“马来西亚水门案”的贪腐丑闻报道入围美国普利兹“国际报道”奖，惟它最终与这个奖项擦身而过，败给《纽约时报》的阿富汗女性受虐专题报道。
惟2个月后，《华尔街日报》凭着一马公司案报道，获得亚洲出版协会“亚洲卓越新闻奖”的最佳独家新闻奖，而汤姆莱特更获得年度记者奖。

## 出版
2018年9月25日，《鲸吞亿万》新书推介礼在马来西亚首都吉隆坡举行。该书作者汤姆莱特坦言，若马来西亚没有在该年5月9日的大选改朝换代，此书不会得以在该国发行。
|            | 我想今天有那么多支持者在场的原因，我们是否愿意看到‘盗贼统治’经营世界各地的主权基金？我相信马来西亚人是不要的，所以才会有5月所发生的事（换政府）。 |
| ——汤姆莱特 | |

## 中文版
《鲸吞亿万》中文版由台湾出版社“早安财经”出版，译者林旭英。

## 评价

### 正面
国际巨星杨紫琼在社交媒体上载照片，大赞《鲸吞亿万》写得极好，让人着迷。
马来西亚企业发展部长莫哈末里祖安推介马来文版本《鲸吞亿万》时赞扬了该本书。他说，书里揭露许多他的疑问，同时也描述他之前所发现的事。
微软创办人比尔·盖茨形容，《鲸吞亿万》是“一个关于腐败和国际金融的悲惨故事”。他表示，相较于自己此前推荐的另一本也是由《华尔街日报》记者约翰卡瑞尤撰写，关于特拉诺斯（Theranos）生物技术创业公司诈骗案的《滴血成金》（Bad Blood），《鲸吞亿万》的内容“非常快速”和“刺激”。

### 负面
故事的主角刘特佐炮轰，《鲸吞亿万》是一本没有充分证据，并在问题开始解决前就撰写的“即时历史”，是最糟糕的“媒体审判”。对此该书作者之一汤姆莱特驳斥刘特佐的指控，他说：“草率出版？我们可是花了3年的生命（撰写这本书）！”

### 其他
前美国驻马来西亚大使马洛特（John Malott）抢先阅读后撰文直言，这本专著揭露的一马公司内情，远比人们想像中的严重。马洛特表示，他原以为自己对一马公司案了如指掌，但看了《鲸吞亿万》一书后，才发现自己只知道皮毛。

## 事件
2018年9月15日，刘特佐通过代表律师要全球书局禁止售卖《鲸吞亿万》书籍。
2018年9月27日，马来西亚前首相纳吉·阿都拉萨的特别事务官依山加里尔在《鲸吞亿万》新书发布会上，要求该书作者汤姆莱特出示纳吉涉及弊案的证据，使现场气氛一度陷入紧张。
2021年11月23日，美国政治权谋连续剧《纸牌屋》的编剧鲍尔威利蒙正筹拍，以一马公司丑闻和其要角刘特佐为主题的新影集。有关连影集将以《鲸吞亿万》内容为蓝本。